# Petersbuch
Petersbuch ist ein Gemeindeteil des Marktes Titting im oberbayerischen Landkreis Eichstätt.

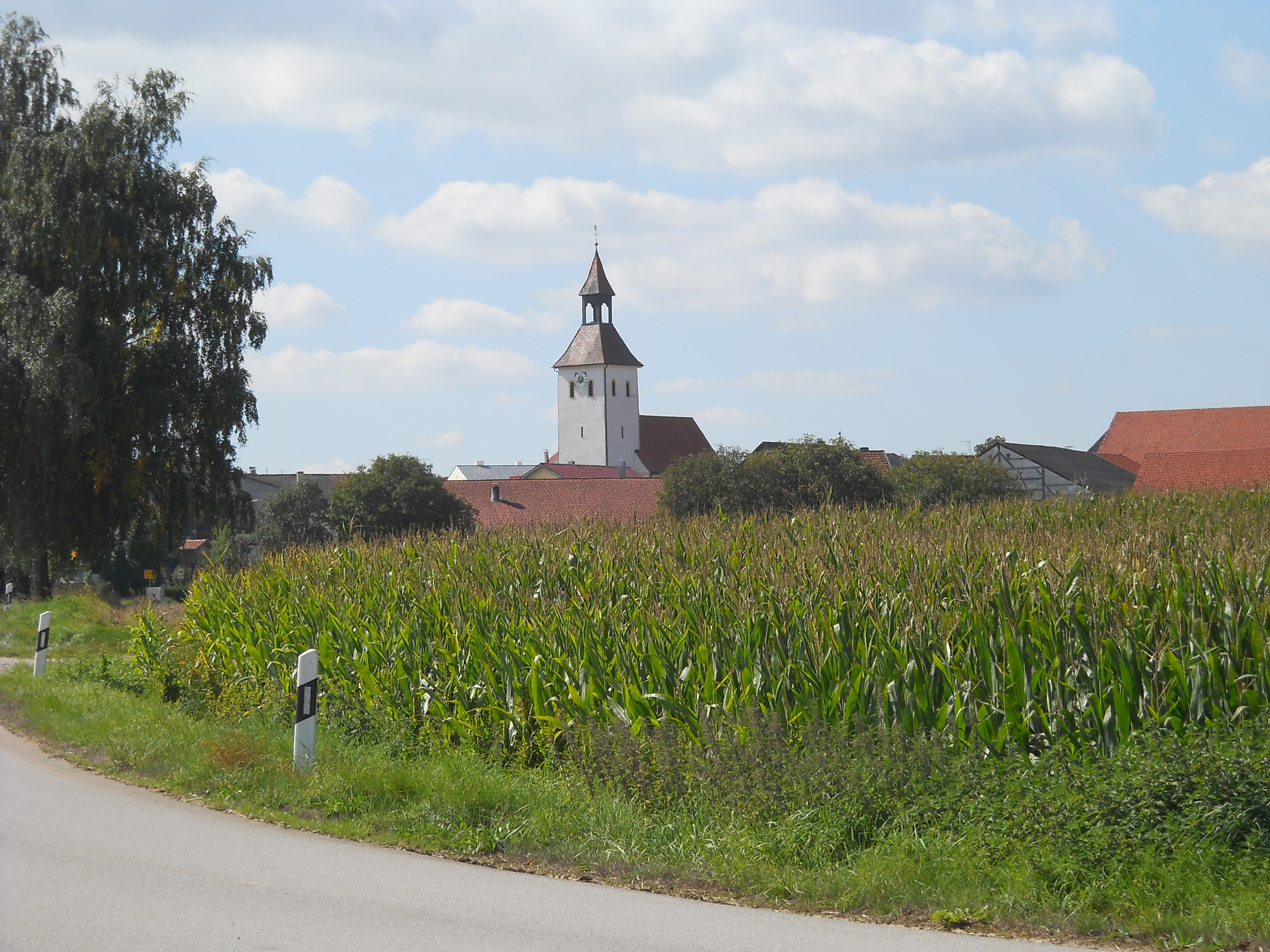
Ortsansicht

## Lage
Das Kirchdorf liegt auf der Hochfläche der Frankenalb ca. 20 km nördlich von Eichstätt und 4 km südwestlich von Titting.

## Geschichte
Beim Dorf wurden Hügelgräber aus der Hallstattzeit gefunden. Schon in vorrömischer Zeit führte eine Straße vom heutigen Eichstätt nach Petersbuch. Im Südwesten der Ortsflur führte die römische Fernverbindungsstraße Pfünz–Weißenburg am heutigen Dorf vorbei. Der Ort liegt etwas nördlich des römischen Grenzwalls Limes, der heute noch als Buschwall gut sichtbar ist und hier von den Wachtposten 56 bis 59 bewacht wurde.
Der Ort ist unter der Bezeichnung „Buch“ als domkapitlischer Besitz erstmals 1119 urkundlich erwähnt. Er gehörte zu den Königlichen Dörfern. Als solches unterstand Petersbuch direkt dem König beziehungsweise Kaiser und war Lehensgut der Grafen von Hirschberg, den Schutzvögten des Eichstätter Bischofs. Als Graf Gebhard VII. von Hirschberg 1305 kinderlos starb, fiel Petersbuch wieder dem Reich als Lehen heim. Es wurde vom Kaiser zunächst einem Adeligen als Lehen gegeben und ab 1534 gegen ein Pfandgeld der nahen Stadt Weißenburg verliehen. Während des Dreißigjährigen Krieges war der Eichstätter Fürstbischof 1629–49 Herr über Petersbuch. Er konnte jedoch erst mit Vertrag vom 20. Juli 1680 den Ort mit seinen ca. 30 Gütern endgültig erwerben und unterstellte ihn seinem Pflege- und Vogtamt Titting-Raitenbuch. Bezüglich des Gerichtswesens gehörte der Ort zusammen mit Kaldorf und Heiligenkreuz zum Ehehaftsbezirk Kaldorf, wo das Gericht alljährlich um den St. Gallustag (16. Oktober) stattfand.
Nach der Säkularisation mit dem Ende des Hochstifts (1803) war auch das Ende des Amtes Titting-Raitenbuch gekommen. Das ehemalige Hochstift erhielt Erzherzog Ferdinand von Österreich. Bereits 1806 fiel dieser Besitz und damit auch Petersbuch an Bayern zurück, bis 1817 das Fürstentum Eichstätt für Napoleons Stiefsohn Eugène de Beauharnais, Herzog von Leuchtenberg und Fürst von Eichstätt, entstand. In dieser Zeit war Petersbuch eine Zeit lang (1811–18) nicht selbständig, sondern in die Ruralgemeinde Kaldorf eingegliedert. Das Eichstätter Fürstentum wurde 1855 wieder aufgelöst und das Gebiet endgültig mit Bayern vereinigt. 1879 kam Petersbuch mit Heiligenkreuz als selbständige Gemeinde nach verschiedentlich geänderten Kreiseinteilungen (Altmühlkreis, Oberdonaukreis, Rezatkreis) zu dem neu gebildeten Bezirksamt Hilpoltstein (Regierungsbezirk Mittelfranken). Nach dessen Auflösung im Zuge der bayerischen Gebietsreform zum 30. Juni 1972 blieb Petersbuch zunächst selbstständige Gemeinde, und zwar nunmehr im oberbayerischen Landkreis Eichstätt. Am 1. Mai 1978 wurde die Eigenständigkeit aufgeben, indem sich der Ort dem Markt Titting anschloss.
1933 hatte die „Berggemeinde“ Petersbuch 315, 1939 285 Einwohner. 2020 hatte das Dorf (einschl. Heiligenkreuz) 240 Einwohner.
Der Weiler Heiligenkreuz, früher Newenkirchen/Neukirchen vorm Wald genannt und im Mittelalter ein beliebter Wallfahrtsort, wurde im Dreißigjährigen Krieg völlig zerstört und danach allmählich wiederaufgebaut.

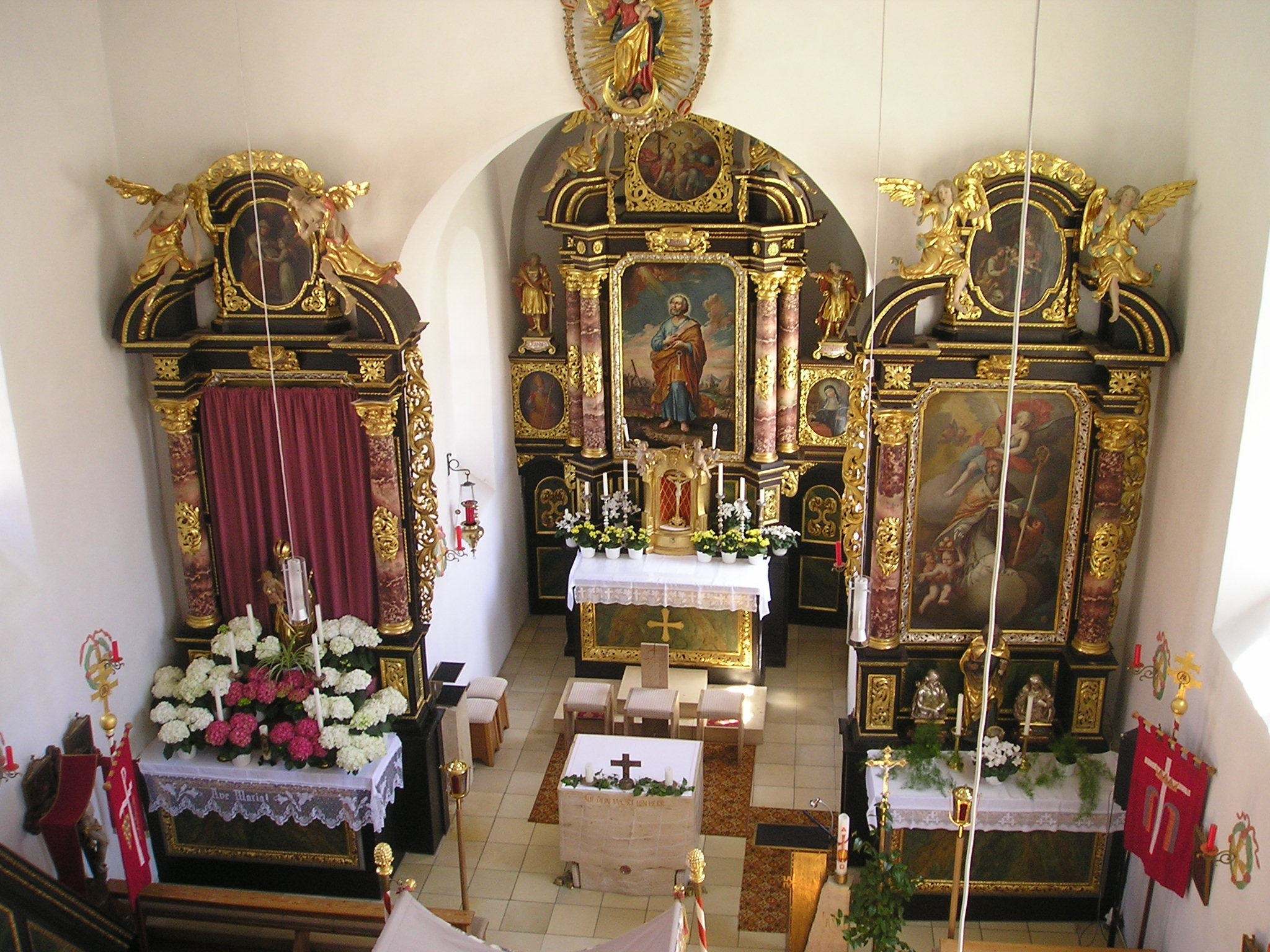
Petersbuch, barockes Kircheninneres

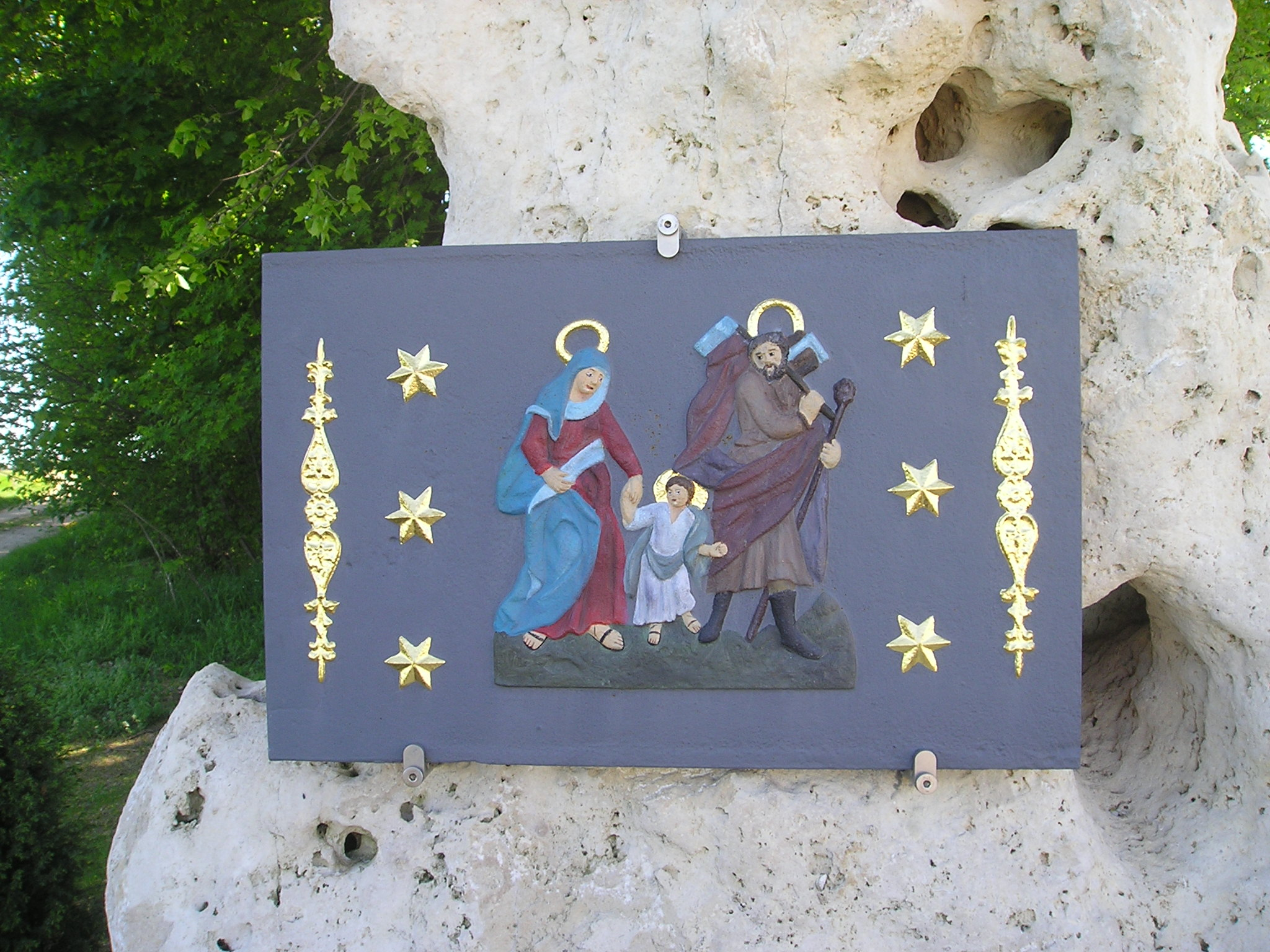
Flurdenkmal in der Gemeindeflur, 2008 errichtet

## Baudenkmäler
- Die Kirche in Petersbuch, St. Peter, heute Filialkirche von Kaldorf, gehörte zur Urpfarrei Emsing. Sie besitzt neben spätgotischen und barocken Figuren auf drei barocken Altären (von 1720) ein barockes Orgelgehäuse von 1700, in das die Firma Sandtner aus Steinheim bei Dillingen an der Donau in jüngster Zeit eine Orgel mit sieben Registern auf einem Manual und Pedal eingebaut hat. An der Außenseite der Kirche erinnern Gedenktafeln an die Gefallenen der beiden Weltkriege.
- Die Kirche Kreuz-Auffindung in Heiligenkreuz war früher ebenfalls eine Filialkirche von Emsing und gehört jetzt zur Pfarrei Kaldorf. Noch 1639 war die einstige Wallfahrtskirche der hl. Helena geweiht; ein Ölgemälde „St. Helena mit dem Kreuz“ aus dem späten 17. Jahrhundert, erinnert daran. Die jetzige Kirche ist unter Verwendung älterer Bauteile ein Neubau von 1770. Der Fachwerk-Dachreiter mit Ziegelhelm stammt von 1832.
- In Petersbuch befindet sich an der Ostseite des Dorfes eine Wegkapelle der Barockzeit.
- An der Straße nach Seuversholz steht ein Sühnekreuz aus der Zeit des Dreißigjährigen Krieges, der „Saububstein“, um den sich zwei unterschiedliche Sagen ranken.

## Wirtschaft und Infrastruktur

### Wirtschaft
In den 1950er Jahren wurden um Petersbuch mächtige Steinbruchfelder erschlossen, die heute das größte Abbaugebiet von Jura-Marmor (Treuchtlinger Marmor) darstellen. Das Gestein wird hier industriell zu Schotter oder zu Baumaterial vor allem für den Innenausbau verarbeitet.
Ein ehemaliger Steinbruch ist als Geotop in den bayerischen Umweltobjektkatalog unter der Nummer 176A027 eingetragen.

### Verkehr
Bei Petersbuch verläuft als Teilabschnitt des Deutschen Limes-Wanderwegs der Limeswanderweg.

## Vereine
An Vereinen sind im Ort die DJK Kaldorf-Petersbuch, die KLJB Kaldorf-Petersbuch, der Gartenbauverein Kaldorf/Petersbuch, die Freiwillige Feuerwehr Petersbuch und eine Blaskapelle aktiv.